# Albrecht Van Eckhoudt
Albrecht Van Eckhoudt (* 22. Oktober 1937 in Rumbeke, Provinz Westflandern oder Meerbeke; † 29. April 2019 in Roeselare) war ein belgischer Radrennfahrer.

## Sportliche Laufbahn
Albrecht Van Eckhoudt gewann 1959 das Eintagesrennen Rund um die Hainleite in der DDR vor Rolf Töpfer. Mit der belgischen Nationalmannschaft bestritt er die Olympia’s Tour, wobei er ausschied.
1960 fuhr er eine Saison als Berufsfahrer im Radsportteam Wiel’s-Flandria, in dem Joseph Planckaert Kapitän war. Nachdem er als Radprofi erfolglos geblieben war, beendete er noch 1960 seine Karriere.